# Rio Bradu (Priboiaşa)
O Rio Bradu é um rio da Romênia, afluente do Rio Priboiaşa, localizado no distrito de Vâlcea.